# تشيشام وأميرشام (دائرة انتخابية في المملكة المتحدة)
تشيشام وأميرشام (بالإنجليزية: Chesham and Amersham)‏ هي إحدى الدوائر الانتخابية في المملكة المتحدة الممثلة في مجلس العموم في برلمان المملكة المتحدة.
عضو البرلمان الذي يمثلها حالياً هو :Mrs Cheryl Gillan (Con).